# Міські Млини
Міські́ Млини́ — село в Україні, в Опішнянській селищній громаді Полтавського району Полтавської області. Населення становить 231 особу. Орган місцевого самоврядування — Опішнянська селищна рада.

## Географія
Село розташоване на правому березі річки Ворскли. Вище за течією, на відстані близько 2 км, — село Яблучне, нижче за течією, на відстані 1,5 км, — село Карабазівка, на протилежному березі — село Вільхове. Прилягає до смт Опішні.
Річка в цьому місці звивиста, утворює лимани, заболочені озера.
Територією села проходить автомобільний шлях Н12 (Т 1701).

## Історія
На території села ще за часів Княжої доби (12 століття) існувало невелике городище. Про це свідчать залишки ровів та земляних валів з південного боку пагорба, який місцеві жителі називають Мигдіємою горою
Саме село виникло з козацької слободи біля переправи через річку Ворскла. Свою назву воно отримало завдяки чималій кількості млинів у цій місцевості.
Перша дерев'яна церква в ім'я святого Василія Великого існувала вже 1733 року, коли Павло Колодяжний подарував церкві срібний напрестольний крест із дарчим написом. Церкву було розібрано через її аварійний стан, а натомість 1812 року, коштом поміщиків Корицьких та Луб'яновського (священницького роду) була зведена нова мурована. 1838 року, дякуючи поміщиці Корицькій, до церкви прибудована мурована дзвіниця.
Зруйновано було храм у роки Радянсько-німецької війни, а цеглу використано для будівництва жител. Так само було зруйновано двоповерховий панський будинок.
У 1862 році село проїздом відвідав Кониський О. Я. — відомий український громадський діяч, перекладач, письменник. Після чого в часописі "Основа" під псевдонімом Переходовець Олександр з'явилася його стаття про населений пункт під назвою "Изъ села Млинівъ (Зіньківського повіту, Полт. губ.)", де розповідається про історію та тогочасне життя села: "Село невеличке, да знаме всімъ. Спитайте чи въ Котелові, чи въ Богодухові, чи Врублівці - усюди знають Млини. Та якъ и не знать їхъ, коли відсіля постачаютця миски на всю Харківщину и на Дінъ.... Старий дідъ росказавъ мині, що літъ триста (!) назадъ, ще якъ писалась четверта ревизія, якиісь два Литвини утікали з Польщи; тамъ де тепер стоїть село Млини були тоді ліса неприходимиі; такъ отъ ті Литвини,...покопали собі землянки и стали робить: - одинъ миски, а другий - горшки".
Станом на 1885 рік у власницькому селі Зіньківського повіту Полтавської губернії, мешкала 1638 осіб, існувала православна церква, поштова станція, один завод.
За переписом 1897 року кількість мешканців становила 995 осіб (491 чоловічої статі та 504 — жіночої), з яких 981 — православної віри.
У січні 1918 року село окупували більшовики. У березні зайшли австро-німецькі війська, а у листопаді того ж року було встановлено українську владу Директорії. Наприкінці червня 1919 року в село вступили денікінці, а у грудні остаточно було встановлено більшовицьку окупацію.
Жертвою голодомору 1932—1933 років стало 11 осіб. Місцева жителька, яка потім іммігрувала до Канади, так згадувала діяльність радянської влади:
|  | Нас було п'ятеро дітей, але нас тільки двоє в живих осталося […] Дід мав 60 десятин землі. Я мала вісім років у […] 1928 році розкуркулювання прийшло й мого діда забрали. Забрали двох синів — Петра й Гната […] Вивезли на Сибір. Дядьки ніколи не вернулися і дід. Дітей, старшого брата, дядька Петра, вивезли дітей |

За звинуваченням у веденні націоналістичної пропаганди серед односельців у 1944 році були заарештовані Михайло Семенович і Гордій Семенович Шараї та Іван Іванович Безрук.

## Населення

### Мова
Розподіл населення за рідною мовою за даними перепису 2001 року:
| Мова            | Кількість | Відсоток |
| --------------- | --------- | -------- |
| українська      | 225       | 97.40%   |
| російська       | 5         | 2.16%    |
| інші/не вказали | 1         | 0.44%    |
| Усього          | 231       | 100%     |

## Економіка
У селі розміщена Опішнянська ГЕС. Руслове водосховище розташоване на р. Ворскла. ГЕС введена в експлуатацію в 1958 року. Загальна потужність становить 225 кВт. Площа руслового водосховища  становить 95 га, об'єм при НПР — 1,52 млн м³.

## Соціальна сфера
У селі розташований обласний дитячо-юнацький оздоровчий табір «Еколог».
У 1973 році була побудована Міськомлинянська загальноосвітня школа. Протягом 30 років у ній навчалися діти з села та поряд розташованих населених пунктів.
У 2003 році Опішнянською селищною радою через демографічну ситуацію було прийняте рішення про переведення школярів із с. Міські Млини до Опішнянської загальноосвітньої школи. Згодом Полтавська обласна рада передала будівлю для реконструкції під дитячий оздоровчий заклад, підпорядкований обласному управлінню освіти і науки.
У оздоровчому таборі відпочивають школярі з усієї області — вихованці гуртків, переможці олімпіад, юні дослідники Малої академії наук, переможці та призери Всеукраїнських, обласних та районних конкурсів.

## Туризм
У Міських Млинах знаходиться Меморіальний музей-садиба Леоніда Сморжа. Експозиція налічує близько 500 унікальних авторських гончарних робіт відомих опішнянських гончарів — Івана Білика, Михайла Китриша, Гаврила та Явдохи Пошивайлів, Григорія Тягуна, Василя Омеляненка, Трохима Демченка, Олександри Селюченко. Розмальовані вироби славетними малювальницями Зінаїдою Линник, Параскою Біляк, Мотроною Назарчук. З-поміж них і твори самого власника колекції — Леоніда Сморжа.

## Визначні місця
- Братська могила радянських воїнів, 1957 року спорудження, — історична пам'ятка місцевого значення

## Відомі люди
- Біляк Параска — майстриня гончарної мальовки.
- Вінник Іван Йосипович — Герой Соціалістичної Праці.
- Треус Володимир Данилович (1921-1975) - відомий біолог, керівник зоопарку "Асканія-Нова".
- Гойдер Іван — український майстер кераміки.
- Демченко Трохим Назарович (1912—1985) — український майстер художньої кераміки.
- Заливчий Андрій Іванович — член Української Центральної Ради.
- Комашко Павло Савович (1878—1925) — український різьбяр та сницар.
- Луб'яновський Федір Петрович — російський державний діяч, перекладач, мемуарист.
- Ночовник Остап Семенович (1853—1913) — майстер керамічної скульптури.
- Поросний Василь Васильович — український радянський народний майстер художньої кераміки.
- Шульженко Тихін — український майстер кераміки.